# Ben Bostrom
Ben Bostrom, född den 7 maj 1974, roadracingförare från USA.

## Roadracingkarriär
Bostrom körde i AMA Superbike tidigt i sin karriär, och vann 1998 även ett heat i Superbike-VM, vilket gjorde att han fick kontrakt där med Ducati. Han var relativt framgångsrik, och blev bl.a. trea i VM 2001, innan han valde att återvända hem till USA, där han åter kör i AMA-serien.